# Hasan Lika
Hasan Petrit Lika (ur. 1 stycznia 1960 w Tiranie) – albański piłkarz i trener piłkarski, w 1983 roku reprezentant Albanii.